# Impatiens zixishanensis
Impatiens zixishanensis är en balsaminväxtart som beskrevs av S.H.Huang. Impatiens zixishanensis ingår i släktet balsaminer, och familjen balsaminväxter. Inga underarter finns listade i Catalogue of Life.